# Jean-Marc Rochette
Jean-Marc Rochette (* 23. April 1956 in Baden-Baden) ist ein französischer Maler, Illustrator und Comiczeichner. Für seine verschiedenen Arbeiten setzte er eine weite Spannbreite von Zeichenstilen ein.

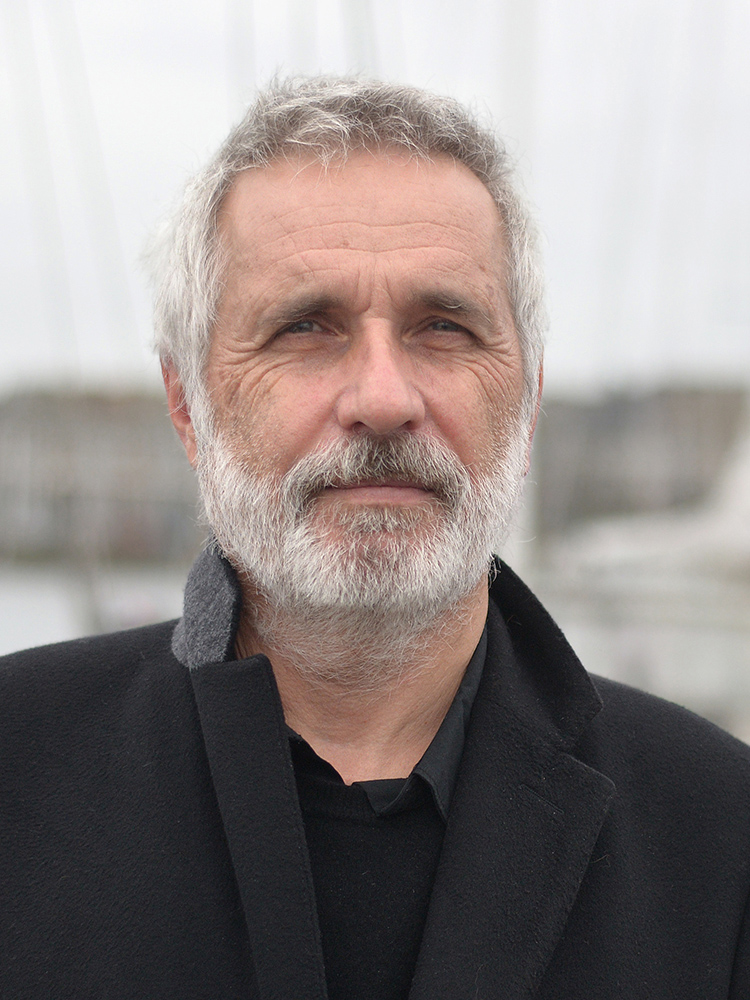
Jean-Marc Rochette (2015)

## Leben
Nach seinem Studium (Kunstgeschichte und Bildhauerei) begann Rochette damit, Comics und Zeichentrickfilme zu zeichnen. Ab 1979 zeichnete er regelmäßig für die Zeitschrift L’Écho des Savanes. 1980 wurde mit Les Dépoteurs de chrysanthèmes sein erstes Album veröffentlicht. Sein nächstes großes Projekt war die mit Martin Veyron erstellte Serie Edmond le cochon (auf Deutsch als Edmund das Schwein; 1985 vom Hamburger Carlsen-Verlag veröffentlicht). Danach arbeitete Rochette in Vertretung von Alexis zusammen mit Jacques Lob an der Erzählung Le Transperceneige, die 1983 erschien und beiden Künstlern auf dem Festival d’Angoulême 1985 den „Prix Rèsistance - Témoignage Chrétien“ einbrachte. Ebenfalls 1985 setzte Rochette seine Arbeit an Claudius Vigne fort, dessen erste Episode er Jahre zuvor in der (à suivre) veröffentlicht hatte (die Reihe wurde auf Deutsch 1987 vom Kölner Adlib-Verlag veröffentlicht). 1999 und 2000 veröffentlichte er mit Benjamin Legrand zwei Fortsetzungs-Alben von Le Transperceneige (2013 auf Deutsch in einem Band als Schneekreuzer im Verlagshaus Jacoby & Stuart erschienen). Diese Arbeit diente als Vorlage des 2014 veröffentlichten Films Snowpiercer. Mit René Pétillon arbeitete Rochette an drei Alben, die 2003, 2004 und 2006 veröffentlicht wurden.